# (50) Virgínia
(50) Virgínia és l'asteroide número 50 de la sèrie, descobert des de Washington per J. Ferguson el 4 d'octubre de 1857.

## Aspectes
| Estationari, retrograde | Oposició                | Distància a la Terra (AU) | Màxima brillantor | Prograu estacionari  | Conjunció del Sol     |
| ----------------------- | ----------------------- | ------------------------- | ----------------- | -------------------- | --------------------- |
| 30 d'octubre del 2004   | 13 de desembre del 2004 | 1.19256                   | 11.6              | 23 de gener del 2005 | 12 d'agost del 2005   |
| 17 de gener del 2006    | 13 de març del 2006     | 2.32360                   | 13.7              | 8 de maig del 2006   | 15 d'octubre del 2006 |
| 20 de març del 2007     | 12 de maig del 2007     | 2.13256                   | 13.5              | 8 de juliol 2007     | 26 de desembre 2007   |
| 29 d'agost 2008         | 2 d'octubre 2008        | 0.88873                   | 10.5              | 4 de novembre 2008   | 11 de juliol 2009     |
| 29 de desembre 2009     | 21 de febrer 2010       | 2.10976                   | 13.4              | 16 d'abril 2010      | 27 de setembre 2010   |
| 26 de febrer 2011       | 22 d'abril 2011         | 2.33599                   | 13.8              | 20 de juny 2011      | 28 de novembre 2011   |
| 9 de juny 2012          | 22 de juliol 2012       | 1.22390                   | 11.7              | 4 de setembre 2012   | 17 de maig 2013       |
| 7 de desembre 2013      | 28 de gener 2014        | 1.76406                   | 12.9              | 18 de març 2014      | 8 de setembre 2014    |
| 8 de febrer 2015        | 4 d'abril 2015          | 2.40891                   | 13.9              | 1 de juny 2015       | 6 de novembre 2015    |
| 23 d'abril 2016         | 12 de juny 2016         | 1.70150                   | 12.8              | 4 d'agost 2016       | 24 de febrer 2017     |
| 8 de novembre 2017      | 24 de desembre 2017     | 1.30222                   | 11.9              | 5 de febrer 2018     | 18 d'agost 2018       |
| 21 de gener 2019        | 17 de març 2019         | 2.35357                   | 13.8              | 13 de maig 2019      | 19 d'octubre 2019     |
| 25 de març 2020         | 16 de març 2020         | 2.06875                   | 13.5              | 12 de juliol 2020    | 2 de gener 2021       |